# Обсерватория Кисо
Обсерватория Кисо — астрономическая обсерватория, в Японии, принадлежащая Токийскому университету, Министерство просвещения, Науки и Культуры (англ. Ministry of Education, Science and Culture (MESC)).

## История
Обсерватория была основана в 1974 году, является пятой обсерваторией в цепочке Токийских астрономических обсерваторий. Главной целью постройки обсерватории было: наблюдения и исследование различных астрономических объектов в и вне нашей Галактики (с использованием 105~см телескопа Шмидта), и свободный доступ к инструментам, как студентам университета, так и сторонним учёным.